# Bidache
Bidache är en kommun i departementet Pyrénées-Atlantiques i regionen Nouvelle-Aquitaine i sydvästra Frankrike. Kommunen ligger i kantonen Bidache som tillhör arrondissementet Bayonne. År 2022 hade Bidache 1 347 invånare.

## Befolkningsutveckling
Antalet invånare i kommunen Bidache
| Referens: INSEE |